# Anne Beauchamp, 16. grevinde af Warwick
Anne Beauchamp, 16. grevinde af Warwick (født 13. juli 1426, død 20. september 1492) var datter af Richard Beauchamp, 13. jarl af Warwick, og hans anden hustru Isabel Despenser, datter af Thomas Despenser (22. september 1373 - 13. januar 1399 / 1400) og Konstance af York. Anne Beauchamp var mor til Anne Neville, dronning af England som hustru til kong Richard 3.

## Arv
Anne Beauchamp blev født på Caversham Castle i Oxfordshire (nu Berkshire). I 1436 blev hun gift med Richard Neville "Kongemageren", mens hendes bror Henry Beauchamp blev gift med Richards søster Cecily. Efter Anne fars død i 1439, og efterfølgende hendes bror Henrys død i 1446, og hans spæde datter Lady Annes død i 1449, arvede Neville titlen og de betydelige godser i Jarldømmet Warwick gennem sin hustru.
Det blev imidlertid bestridt af Annes tre ældre halvsøstre, af hendes fars første ægteskab med Elizabeth, arving til Berkeley. En af dem, lady Eleanor, blev gift med Edmund Beaufort, 2. hertug af Somerset (dræbt i Det 1. slag ved St. Albans i 1455). Retssagen om Warwick-arven pustede blot til fjendskabet mellem denne gren af Neville-familien og Beaufort-slægten, der var nært beslægtede. Anne Beauchamps mand, Richard, var barnebarn af Lady Joan Beaufort, grevinde af Westmorland, søster til hertugens afdøde far. Loven mente, at Anne Beauchamp som faster til den sidste grevinde var mere berettiget til at arve end sine ældre halvsøstre, som således ikke var medarvinger sammen med hende, herunder den ældste - Lady Margaret, grevinde af Shrewsbury (d. 1468). Det lykkede Richard Neville at holde Warwick og Despencer- godserne intakte.

## Hendes børns ægteskaber
Hendes ældste datter, lady Isabel, blev gift med Georg, hertug af Clarence, yngre bror til kong Edvard 4. af England. Hendes yngre datter, lady Anne Neville, blev gift med Edvard af Westminster, den eneste søn af kong Henrik 6. . Da Edvard af Westminster blev dræbt i Slaget ved Tewkesbury, blev Anne Neville gift med Richard, hertug af Gloucester, senere kong Richard 3. af England. Selvom deres mor stadig levede, kæmpede ægtemændene til de to Neville-søstre om deres arv, mens Anne blev erklæret juridisk død af Parlamentet. For at vinde sin bror Georges endelige samtykke til ægteskabet med Anne gjorde Richard afkald på det meste af Warwicks jord og ejendom, herunder jarldømmerne Warwick (som Kongemageren havde i sin hustrus ret) og Salisbury og overgav embedet som Great Chamberlain of England. Efter at George blev henrettet for forræderi i 1478, arvede hans søn Edvard titlen jarl af Warwick, mens Richards søn blev tituleret jarl af Salisbury.

## Senere liv
Anne døde i ubemærkethed efter at have overlevet sin mand, sine døtre og svigersønner, der i realiteten havde gjort hende arveløs. Hun havde søgt fristed i Beaulieu Abbey i 1486, da hun androg Henrik 7. om at få sin ejendom tilbage. Hun genvandt en lille del, men kun på betingelse af, at hun delte det op og overgav hovedparten af det til Henrik 7. "Warwick og Spencer besiddelserne", hendes fædrene arv, fædre blev underlagt kronen."

## Fiktive skildringer
Anne, grevinde af Warwick optræder tydeligt i en fremtrædende rolle i romanerne Den hvide dronning (2009), Den røde dronning (2010) og Kongemagerens datter (2012) af Philippa Gregory og spilles af Juliet Aubrey i tv-dramatiseringen fra 2013 af alle tre romaner, The White Queen. Hun er afbildet som en kold og ambitiøs mor til Isabel og Anne Neville og hendes mands stærkeste støtte.
En mere sympatisk skildring af grevinden af Warwick er i romanen The Sunne in Splendor af Sharon Kay Penman, og en moderlig opfattelse af hende ses i The Reluctant Queen af Jean Plaidy.  Romanforfatter Sandra Worth gengiver grevinden som sin mands samvittighed i sine fem romaner om Rosekrigene. Grevinden er her særligt knyttet til sit barnebarn Edvard af Middleham. En anden sympatisk skildring af Anne Beauchamp er Wife to the Kingmaker, en bog fra 1974 af Sandra Wilson.